# Galib Schafarow
Galib Mussajewitsch Schafarow (russisch Галиб Мусаевич Жафаров; * 9. Mai 1978 in Aqtöbe) ist ein kasachischer Boxer, der im Federgewicht (bis 57 kg) 2003 Weltmeister wurde und zweimal an Olympischen Spielen teilnahm.

## Laufbahn
Schafarow gewann bei Weltmeisterschaften 2001 die Silber- und 2003 die Goldmedaille.
Er nahm für Kasachstan an zwei Olympischen Spielen teil. 2004 in Athen kam er bis ins Viertelfinale, 2008 in Peking schied er in der ersten Runde aus.
Die Asienspiele beendete er 2002 als Zweiter und 2006 als Dritter.